# Преторійська конвенція
27°30′01″ пд. ш. 29°51′24″ сх. д. / 27.500277777778° пд. ш. 29.856666666667° сх. д.
Преторійська конвенція — мирний договір, який завершив Першу англо-бурську війну (16 грудня 1880 — 23 березня 1881) між бурами Трансваалю та Великою Британією. Договір був підписаний у Преторії 3 серпня 1881 року, але підлягав ратифікації народною радою протягом 3 місяців з дати підписання. Фольксрад спочатку висунув заперечення проти ряду пунктів договору, але зрештою ратифікував версію, підписану в Преторії, після того, як Велика Британія відмовилася від будь-яких подальших поступок або змін до договору.
Британська підготовча робота до Конвенції Преторії 1881 року була виконана в Ньюкаслі, Квазулу-Наталь.
За цією угодою, Південно-Африканська Республіка (Трансвааль)відновила самоврядування під номінальним британським сюзеренітетом.
У 1884 році ця конвенція була замінена Лондонською конвенцією.

## Тло
До моменту битви при Маджубі уряди Південно-Африканської Республіки та Британії були в контакті, як посередник виступав президент Оранжевої Республіки Бранд.